# Paavo Nuotio
Paavo Ferdinand Nuotio (* 13. März 1901 in Heinola; † 14. November 1968 in Lahti) war ein finnischer Wintersportler und Pesäpallospieler.

## Werdegang

### Wintersport
Nuotio, der für den Verein Lahden Hiihtoseura aus Lahti startete, feierte Erfolge im Skispringen und in der Nordischen Kombination. Von 1925 bis 1927 gewann er die Finnische Meisterschaft im Skispringen. Bei den Olympischen Winterspielen 1928 in St. Moritz startete er in beiden Disziplinen. Dabei erreichte er im Skispringen von der Normalschanze mit Sprüngen auf 50 und 56 Metern den 12. Platz. In der Nordischen Kombination verpasste er als Vierter hinter den Norwegern Johan Grøttumsbraaten, Hans Vinjarengen und John Snersrud eine Medaille nur knapp. Ein Jahr später gewann er den internationalen Wettkampf an gleicher Stelle sowie kurz darauf auch in Davos.

### Pesäpallo
Im Pesäpallo, einer finnischen Art des Baseballs, spielte Nuotio für den Verein Lahden Suojeluskunta und gewann die Lahden Mailaveikkojen im Team 1925 sowie die Schwedische Meisterschaft von 1929 bis 1932. 1933 veröffentlichte er gemeinsam mit seinem Sportfreund Lauri Valonen das Buch Mäenlaskun opas.